# Tucaní
Tucaní – miasto w Wenezueli, w stanie Mérida.